# Eloy Casagrande
Eloy Casagrande Lopes (Santo André, 29 de janeiro de 1991) é um músico brasileiro, mais conhecido por ser ex-baterista do Sepultura e atual baterista do Slipknot.
Natural de Santo André, Casagrande começou a tocar bateria aos sete anos de idade e desde pequeno era considerado um menino-prodígio no instrumento após se destacar e ganhar alguns concursos. Em 2005, Casagrande se tornou o baterista da banda Mr. Ego, de Monte Azul Paulista. Posteriormente, ele passou pelas bandas AcllA, Iahweh e 2OIS, além de ter sido membro da banda de apoio do cantor Andre Matos. Em 2011, aos 20 anos, ele se tornou o baterista da banda Gloria. Apesar de ter passado apenas alguns meses na banda, Casagrande participou de momentos importantes de sua história, como o show no Rock in Rio 2011 e a gravação do álbum (Re)Nascido, lançado em 2012. No final de 2011, Casagrande substituiu Jean Dolabella como baterista do Sepultura, permanecendo na banda até sua saída em fevereiro de 2024. Em abril de 2024, ele foi anunciado como o novo baterista da banda de nu metal Slipknot, substituindo Jay Weinberg.
Casagrande é considerado um dos melhores bateristas de metal da atualidade, sendo reconhecido por sua técnica, força, precisão, velocidade e versatilidade. Ele foi eleito o melhor baterista de metal de 2021 e 2024 pela revista Modern Drummer e o melhor baterista de metal de 2022 pelo website Drumeo.

## Infância e educação
Casagrande nasceu em Santo André, região metropolitana de São Paulo, filho de Valdir Lopes e Lidia Casagrande. Ele começou a tocar bateria aos sete anos de idade, após sua mãe presenteá-lo com um kit de bateria. Casagrande iniciou seus estudos do instrumento tocando gêneros tradicionalmente brasileiros, como o samba e o baião, e aos doze anos passou a migrar para o rock clássico. Neste período, ele foi instruído por diversos professores de bateria, incluindo nomes como: Lenilson Silva, Lauro Lellis, Vera Figueiredo, Christiano Rocha e Aquiles Priester. Ao ser questionado pela revista Rolling Stone sobre o impacto que seus professores tiveram em sua carreira, ele afirmou: "Esses professores, eles me prepararam para a vida, para todas as situações profissionais possíveis".
Em 2003, Casagrande participou do quadro "Se vira nos 30" no Domingão do Faustão e se consagrou campeão após tocar uma mini bateria eletrônica. Em 2004, com apenas 13 anos de idade, Casagrande foi o vencedor do Batuka International Drum Fest, promovido por Vera Figueiredo. No ano seguinte, ele também foi o vencedor do concurso Modern Drummer's Undiscovered Drummer Contest, realizado em Nova Jérsia. Ao comentar sobre suas primeiras grandes influências, ele citou bandas como: Black Sabbath, Deep Purple, Led Zeppelin, Van Halen, Metallica, Angra, Sepultura e Slipknot.

## Carreira

### Mr. Ego
Em 2005, Casagrande se tornou o baterista da banda de power metal Mr. Ego, situada em Monte Azul Paulista. Ele permaneceu na banda até 2007.

### AcllA
Em 2007, Casagrande se juntou à banda AcllA, que na época contava com o baixista Bruno Ladislau, seu futuro companheiro de banda com o Andre Matos. Em 2009, o AcllA iniciou as gravações de seu primeiro álbum com Casagrande na bateria. O álbum, intitulado "Landscape Revolution", foi lançado em 2010. Ele deixou a banda no ano seguinte após se juntar ao Sepultura.

### Andre Matos
Em 2006, Casagrande participou da "Feira da Música" e foi visto pela apresentadora Kelly Key, que o levou para o quadro "Pistolão" no Domingão do Faustão. Ao se apresentar no quadro, Casagrande foi assistido pelo empresário de Andre Matos, que o propôs um teste para ingressar em sua banda solo, uma vez que o cantor estava precisando de um novo baterista. Casagrande concordou em realizar o teste, no qual foi aprovado.
Este projeto provou ser desafiador para Casagrande, uma vez que ele era menor de idade e nunca havia feito uma turnê, além de sua pouca experiência com o pedal duplo. No entanto, Andre optou por mantê-lo na banda. Com o Andre Matos, Casagrande gravou o álbum "Mentalize", lançado em 2009. Ele deixou a banda em 2011 para se juntar ao Gloria.

### Iahweh
Casagrande também fez parte da banda de rock cristão Iahweh. Com a banda, ele gravou os álbuns "Neblim" (2008) e "Deserto" (2014), e continuava apresentando-se ocasionalmente com eles mesmo após ingressar no Sepultura.

### 2OIS
A 2OIS foi fundada em meados de 2008, quando o cantor Léo Ramos conheceu a vocalista e guitarrista General Sih através da internet. Com a banda, Casagrande gravou o primeiro e único disco, "A Quarta Ponte", lançado em 2011.

### Gloria
Em 2011, foi anunciado que Casagrande seria o novo baterista do Gloria, uma banda de post-hardcore e metalcore formada em 2002 na cidade de São Paulo. Com a banda, ele gravou o álbum (Re)Nascido, lançado em 2012. No dia 25 de setembro de 2011, Casagrande tocou com a banda no Rock in Rio 2011, que ficou responsável por abrir o Palco Mundo, onde bandas como Coheed and Cambria, Motörhead, Slipknot e Metallica se apresentariam logo em sequência. A decisão de colocar o Gloria no Palco Mundo gerou polêmica entre os fãs das bandas mais tradicionais, especialmente porque o Sepultura ocuparia o Palco Sunset, visto como secundário. Desta forma, a banda resolveu adotar algumas estratégias para minimizar as vaias do público; uma delas era realizar um solo de bateria. Na terceira música, Casagrande realizou um solo de bateria durante três minutos e foi ovacionado. Em sequência, tocaram dois covers de Pantera, o que cessou as vaias em definitivo.
Em novembro de 2011, Casagrande anunciou que deixaria o Gloria para ingressar no Sepultura.

### Sepultura

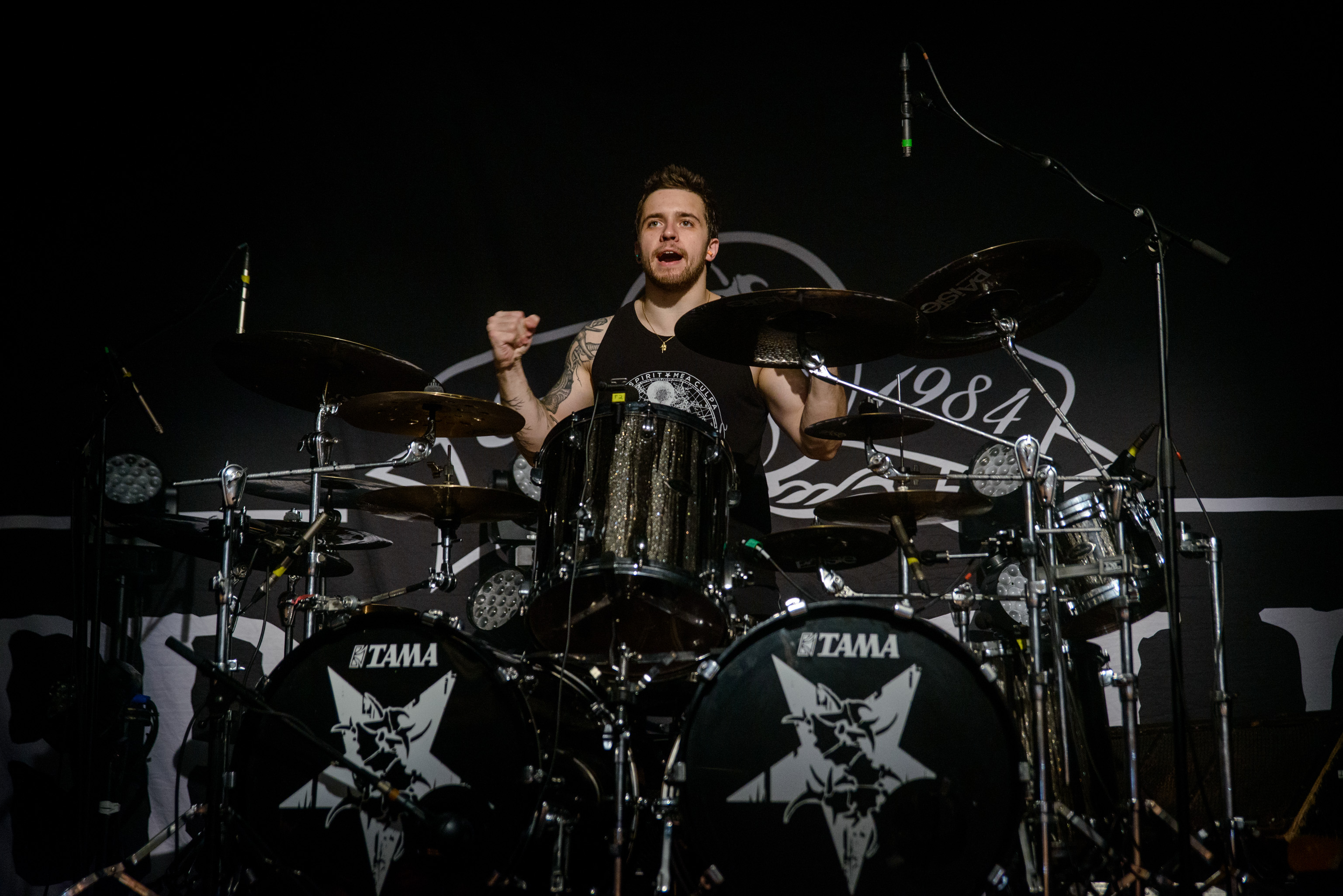
Casagrande se apresentando com o Sepultura em 2015.

No dia 15 de novembro de 2011, aos 20 anos de idade, foi anunciado que Casagrande seria o novo baterista do Sepultura após a saída de Jean Dolabella. O desempenho de Casagrande no Rock in Rio chamou a atenção da equipe da banda, que estava a procura de um novo baterista. Assim, poucas semanas após o show do Gloria ele foi chamado para fazer um teste com a banda, no qual foi aprovado. Sua primeira apresentação com o Sepultura ocorreu no dia 25 de novembro de 2011, em Lichtenfels, na Alemanha.
Em outubro de 2013, o Sepultura lançou seu primeiro álbum com Casagrande na bateria, The Mediator Between Head and Hands Must Be the Heart. O segundo álbum, Machine Messiah, foi lançado em janeiro de 2017. O terceiro e último álbum com Casagrande na bateria, Quadra, foi lançado em fevereiro de 2020. Em outubro de 2021, a banda lançou o disco "SepulQuarta", gravado durante a pandemia e contou com novas versões para músicas de sua trajetória, além de participações de amigos e conhecidos. Casagrande foi eleito o melhor baterista de metal de 2021 pela revista Modern Drummer. Um ano depois, foi eleito o melhor baterista de metal de 2022, desta vez pelo website Drumeo.
No dia 8 de dezembro de 2023, o Sepultura anunciou sua turnê de despedida durante uma coletiva de imprensa, que foi batizada de "Celebrating Life Through Death". No entanto, em fevereiro de 2024, Casagrande convocou uma reunião extraordinária e anunciou sua saída da banda para "seguir carreira em outro projeto". O anúncio oficial foi divulgado no dia 27 de fevereiro daquele mês, bem como sua substituição pelo baterista Greyson Nekrutman.

### Slipknot
Após a demissão do baterista Jay Weinberg no dia 5 de novembro de 2023, o portal norte-americano Metal Injection, um dos mais importantes voltados para o Heavy Metal nos EUA, divulgou uma lista com sete nomes que poderiam assumir o posto, incluindo o de Casagrande. No dia 10 de março de 2024, o Slipknot publicou uma imagem de uma baqueta semelhante à usada por Casagrande, o que aumentou as especulações dos fãs. Sua primeira apresentação com a banda ocorreu na noite do dia 25 de abril durante um show intimista para 350 pessoas no bar Pappy & Harriet's, em Pioneertown, na Califórnia. No dia 30 de abril, Casagrande foi anunciado oficialmente como o novo baterista do Slipknot.
Em dezembro de 2024, Casagrande foi eleito o melhor baterista de metal de 2024 pela revista Modern Drummer.